# Далі-Байська автономна префектура
25°36′35″ пн. ш. 100°15′59″ сх. д. / 25.6096° пн. ш. 100.2664° сх. д.
Далі-Байська автономна префектура (кит.: 大理白族自治州; бай Darl•lit Baif•cuf zirl•zirl•zox) — адміністративна одиниця другого рівня у складі провінції Юньнань, КНР. Центр префектури і найбільше місто — Далі.
Префектура площею 29 459 км² межує лише з іншими адміністративними одиницями другого рівня у складі провінції.

## Адміністративний поділ
Префектура поділяється на 1 місто та 11 повітів (три з них є автономними):
| Карта                                                                                                  | Карта          | Карта              | Карта            |
| --- | -------------- | ------------------ | ---------------- |
| Далі Янбі-Ї Сян'юнь Біньчуань Міду Наньцзянь-Ї Вейшань- · Ї-Хуей Юнпін Юньлун Ер'юань Цзяньчуань Хецін |                |                    |                  |
| Статус                                                                                                 | Назва          | Оригінал           | Населення (2010) |
| Місто                                                                                                  | Далі           | 大理市             | 652 000          |
| Повіт                                                                                                  | Біньчуань      | 宾川县             | 349 000          |
| Повіт                                                                                                  | Ер'юань        | 洱源县             | 268 000          |
| Повіт                                                                                                  | Міду           | 弥渡县             | 313 000          |
| Повіт                                                                                                  | Сян'юнь        | 祥云县             | 456 000          |
| Повіт                                                                                                  | Хецін          | 鹤庆县             | 255 000          |
| Повіт                                                                                                  | Цзяньчуань     | 剑川县             | 170 000          |
| Повіт                                                                                                  | Юньлун         | 云龙县             | 200 000          |
| Повіт                                                                                                  | Юнпін          | 永平县             | 175 000          |
| Автономний повіт                                                                                       | Вейшань-Ї-Хуей | 巍山彝族回族自治县 | 304 000          |
| Автономний повіт                                                                                       | Наньцзянь-Ї    | 南涧彝族自治县     | 212 000          |
| Автономний повіт                                                                                       | Янбі-Ї         | 漾濞彝族自治县     | 102 000          |